# Anamalaia nathani
Anamalaia nathani là một loài bướm đêm trong họ Crambidae.